# Юсуф I ибн Исмаил
Абу́ль-Хаджжа́дж Ю́суф I ибн Исма́’и́л (араб. أبو الحجاج يوسف بن إسماعيل‎), по прозвищу ан-Ния́р (араб. النيار‎; 29 июня 1318, Гранада — 19 октября 1354) — седьмой эмир Гранады из династии Насридов, правивший с 1333 по 1354 год. Он стал преемником своего брата Абу Абдаллах Мухаммад IV.

## Биография
Юсуф I ибн Исмаил родился в Гранаде в 1318 году. Вступил на гранадский трон в 1332 г. Был сторонником мира с Кастилией, объявившей в 1327 возобновлении Реконкисты, но под давлением маринидского султана Марокко Абу ль-Хасана, приславшего в Андалусию свою армию, объявил христианам войну. Однако маринидско-гранадские войска были разбиты в сражении на Рио Саладо в 1340 кастильскими войсками при поддержке арагонцев и португальцев, после чего маринидские войска вернулись в Африку, прекратив попытки расширения своих земель в Испании, но сохранив там несколько крепостей. Через несколько лет Юсуф I потерял богатые уделы Альхесирас в 1344 и Гибралтар в 1349 годах, но сумел вскоре вернуть Гибралтар, так как осаждавший крепость кастильский король Альфонсо XI умер от чумы 26 марта 1350.
В 1354 г. Юсуф I был зарезан сумасшедшим в Большой гранадской мечети во время праздника по случаю окончания Рамадана. Преемником стал его сын Абу Абдуллах аль-Гани би-Ллах Мухаммад V.